# Brewton, Alabama
Brewton là một thành phố thuộc quận Escambia, tiểu bang Alabama, Hoa Kỳ. Dân số năm 2009 là 5240 người, mật độ đạt 181 người/km².